# Burkhard Feige

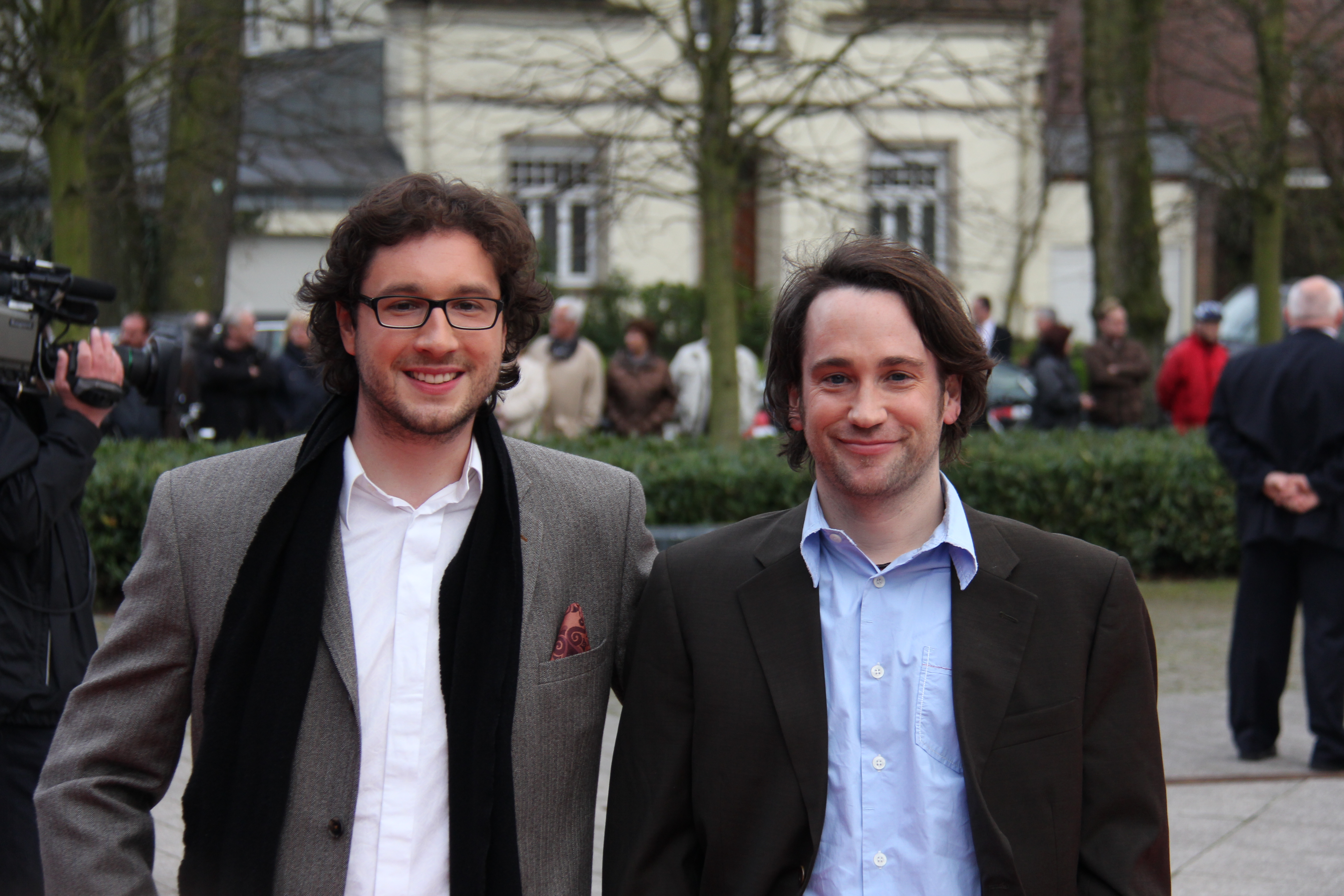
Burkhard Feige (links) mit Felix Hassenfratz bei der Grimme-Preisverleihung 2011

Burkhard Feige (* 1972 in Hechingen, Baden-Württemberg) ist ein deutscher Filmregisseur und Drehbuchautor.

## Leben
Burkhard Feige wuchs in Tübingen auf. Während eines einjährigen Aufenthalts in den Vereinigten Staaten machte er an der East Coweta High School den amerikanischen Schulabschluss, anschließend das Abitur an der Tübinger Freien Waldorfschule. Nach dem Zivildienst studierte er Philosophie, Jura sowie Rhetorik an der hiesigen Eberhard-Karls-Universität. Von 1993 bis 1997 war er zudem Gitarrist der Tübinger Ska- und Reggae-Band Court Jester’s Crew.
Nach absolvierter Zwischenprüfung an der Tübinger Universität nahm er 1996 ein Studium für Regie im Bereich Spiel- und Dokumentarfilm an der Hochschule für Fernsehen und Film München (HFF) auf. Von 1997 bis 2000 arbeitete er nebenbei als Autor für das regionale Feuilleton der Süddeutschen Zeitung. Von 2002 bis 2007 lehrte er zudem an der Mediadesign Hochschule München und Berlin sowie der Macromedia Hochschule für Medien und Kommunikation München im Bereich Dramaturgie, Schnitt und Regie.
Nach mehreren Kurz- und Dokumentarfilmen sowie einigen Werbespots an der HFF folgte eine einjährige Tätigkeit als CVD bei der Münchner Firma Blue Eyes. Seit etwa 2002 ist Burkhard Feige als freier Regisseur und Drehbuchautor tätig. Sein Abschlussfilm Solo wurde von der Münchner Filmwerkstatt produziert und lief auf zahlreichen internationalen Festivals, wo er mehrfach ausgezeichnet wurde. Sein erster Langfilm U.F.O. mit Julia Brendler in der Hauptrolle entstand im Rahmen der SWR-Reihe Debüt im Dritten und wurde beim Filmfestival Max Ophüls Preis 2010 uraufgeführt. Im Jahr 2011 erhielt Burkhard Feige den Grimme-Preis für das Drehbuch zu der KI.KA-Produktion Schnitzeljagd im Heiligen Land.
Burkhard Feige lebt in München.

## Filmografie (Auswahl)
- 1999: Am Fenster (Kurzfilm; Regie & Drehbuch)
- 1999: RWE – die Zukunftsgruppe (Werbespot; Regie & Drehbuch)
- 2001: Weihnachtsbier (Kurzfilm; Regie & Drehbuch)
- 2002: 2 for 1 World (Werbespot, Werbekampagne; Regie & Konzept)
- 2002: (bis 2009) Anschi, Karl-Heinz & Co. (Kinderserie; Regie & Drehbuch)
- 2005: Perfect Match (Musikvideoclip; Regie & Drehbuch)
- 2005: SOLO (Kurzfilm; Regie & Drehbuch)
- 2005: Something Sweet (Musikvideoclip; Regie & Drehbuch)
- 2008: Crash (Kurzfilm; Drehbuch)
- 2008: Die Franziskanerinnen von Au (Dokumentarfilm; Regie & Drehbuch)
- 2010: U.F.O. (Spielfilm; Regie & Drehbuch)
- 2010: Schnitzeljagd im Heiligen Land (Kinderserie; Drehbuch)
- 2013: Die Suche nach dem Glück (Dokumentarfilm; Regie & Drehbuch)
- 2014: Legendäre Flugrouten (Semi-Dokumentation; Regie & Drehbuch)
- 2014: Nicht ohne uns! (Kinodokumentarfilm; Regie Episode Wien)
- 2016: Almleben (Dokumentarfilm; Regie & Drehbuch)
- 2017: Good Future & Hope (Imagefilm; Regie & Drehbuch)
- 2018: Gigant am Gletscher (Dokumentarfilm; Regie & Drehbuch)
- 2020: Influencer der Berge (Dokumentarfilm; Regie & Drehbuch)
- 2021: SOKO Stuttgart (Fernsehserie; Regie)
- 2022, 2023, 2024: SOKO Stuttgart (Fernsehserie; Regie)

## Auszeichnungen
- 2002: Prädikat „Wertvoll“ für Weihnachtsbier
- 2002: Friedrich-Wilhelm-Murnau-Preis für Weihnachtsbier
- 2005: Prädikat „Wertvoll“ für SOLO
- 2007: 2. Preis Bundesfestival Spielfilm für SOLO
- 2007: 1. Preis Landesfilmfestival Ostbayern für SOLO
- 2009: 3. Preis Independent Days Karlsruhe für SOLO
- 2010: Prädikat „Besonders Wertvoll“ für U.F.O.
- 2010: Nominierung Max-Ophüls Preis für U.F.O.
- 2010: Nominierung Baden-Württembergischer Filmpreis für U.F.O.
- 2011: Grimme-Preis für das Drehbuch zu Schnitzeljagd im Heiligen Land
- 2011: Special Commendation ABU Price für Schnitzeljagd im Heiligen Land
- 2011: Nominierung NCFF Filmpreis David für Schnitzeljagd im Heiligen Land
- 2016: Goldener Nils Festival des deutschen Films für Nicht ohne uns!
- 2022: Nominierung Deutscher Podcast Preis „Bestes Skript“ für „Attentäter“